# Donalda Duprey
Donalda Duprey, född 1 mars 1967, är en friidrottare från Kanada. Hon deltog vid olympiska sommarspelen 1992.